# ۹ آبان
۹ آبان دویست و بیست و پنجمین روز سال در گاه‌شماری خورشیدی است. به پایان سال ۱۴۰ روز (۱۴۱ روز در سال کبیسه) باقی‌است.

## رویدادها
- ۱۱۹۱ - نبرد اصلاندوز
- ۱۳۰۴ - تصویب قانون خلع حکومت قاجاریان[۱][۲]
- ۱۳۶۲ -  تصویب قطعنامه ۵۴۰ شورای امنیت

## زادروزها
- ۱۳۱۰ - رضا عبدی، بازیگر
- ۱۳۳۹ - محمدجعفر کامبوزیا، شطرنج‌باز

## درگذشت‌ها
- ۱۳۶۴ - آراپیک باغداساریان، طراح، کارگردان، کاریکاتوریست و مترجم ارمنی‌تبار
- ۱۳۶۵ - سلمان هراتی، شاعر
- ۱۳۹۸ - ابراهیم آبادی، بازیگر
- ۱۴۰۱ - عباسعلی اختری، نماینده تهران در دوره پنجم مجلس خبرگان رهبری
- ۱۴۰۱ - نسیم صدقی، از کشته‌شدگان خیزش ۱۴۰۱ ایران
- ۱۴۰۲ - محمد کلباسی، داستان‌نویس
- ۱۴۰۳ - مهسا گلستانی، از شهروندان ایران